# 데니즈 로버트
데니즈 로버트(Denise Robert, 1952년 ~ )는 캐나다의 영화 프로듀서이다.
오타와에서 태어났다.

## 영화
- 아름다운 유혹 (2014년)
- 더 나은 삶 (2011년)
- 루트 132 (2010년)
- 앙드레 마티유 (2010년)
- 파더 앤 건스 (2009년)
- 서바이빙 마이 마더 (2007년)
- 무지의 시대 (2007년)
- 로켓: 로켓 리차드의 전설 (2007년)
- 오로라 (2005년)
- 모리스 리차드 (2005년)
- 야만적 침략 (2003년)
- 맘보 이탈리아노 (2003년)
- 우리의 릴리 (2003년)
- 리허설 (2000년)
- 길로틴 트래지디 (2000년)
- 고백 (1995년)
- 야만의 여인 (1991년)
- 잃어버린 육체 (1988년)